# Rodrigo Tot
Rodrigo Tot (nascido em 1958) é um fazendeiro e líder indígena na Guatemala.
Ele é um membro do povo Q'eqchi. Tot recebeu o Prémio Ambiental Goldman em 2017 pelos seus esforços para proteger as terras da sua comunidade dos danos ambientais da mineração.

## Juventude
Tot nasceu em Quiché, Guatemala, pouco antes da corrida da mineração dos anos 60. Tot perdeu ambos os pais ainda jovem e foi morar com a família em Agua Caliente aos 12 anos.

## Carreira
Depois da disseminação da mineração na sua terra, os Q'eqchi começaram a lutar pelos seus direitos da sua terra no tribunal. Em 2011, o grupo ganhou a acção e o Tribunal Constitucional da Guatemala emitiu uma decisão histórica que reconheceu os direitos de propriedade do povo Q'eqchi.